# 77136 Mendillo
77136 Mendillo este un asteroid din centura principală de asteroizi.

## Descriere
77136 Mendillo este un asteroid din centura principală de asteroizi. A fost descoperit pe 26 februarie 2001 la Cima Ekar în cadrul programului Asiago-DLR Asteroid Survey. Asteroidul prezintă o orbită caracterizată de o semiaxă mare de 2,35 ua, o excentricitate de 0,10 și o înclinație de 7,2° în raport cu ecliptica.